# مثلجات تقليدية بالزعفران

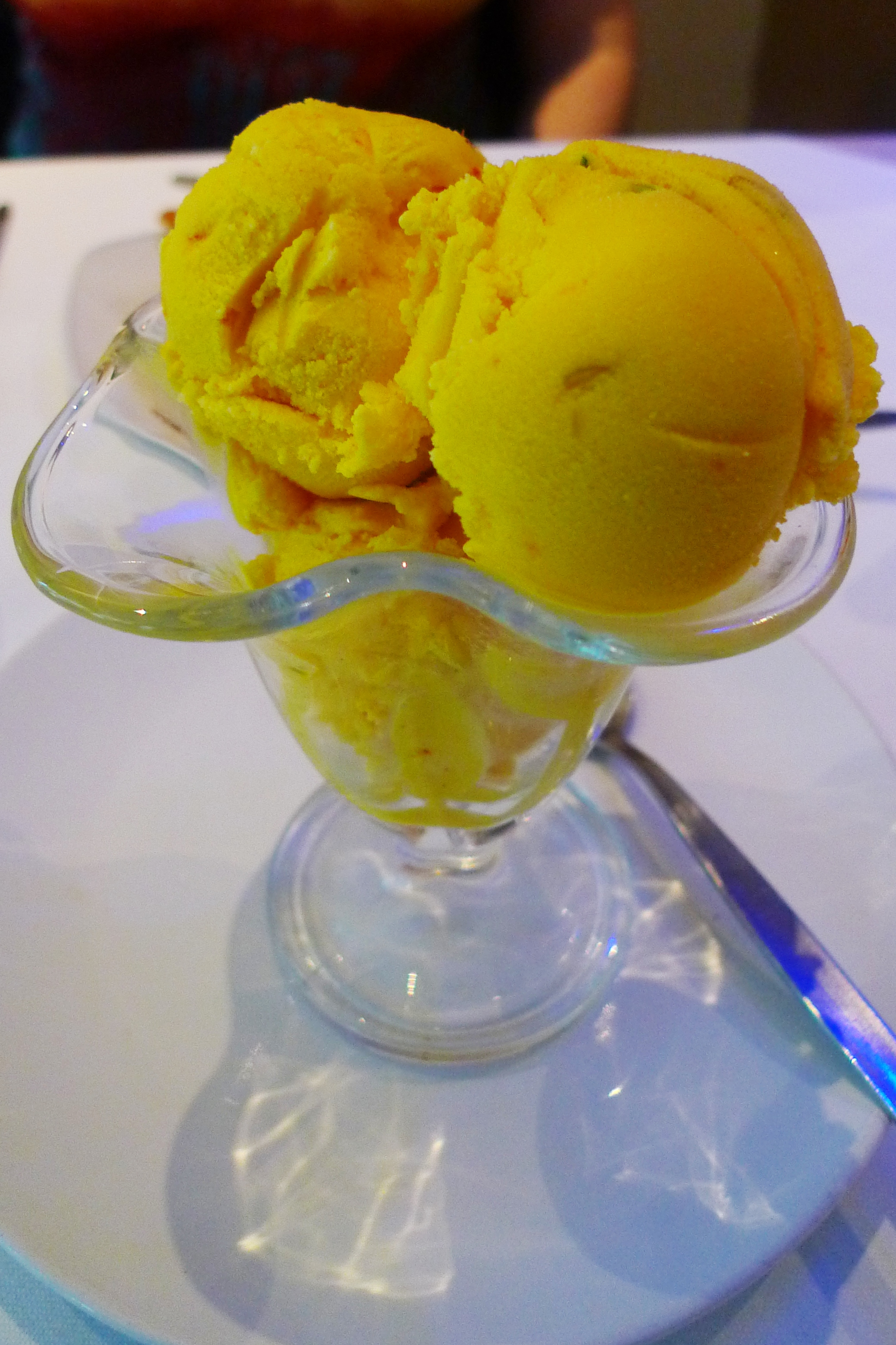
مثلجات تقليدية بالزعفران في لندن

المثلجات التقليدية بالزعفران (بالفارسية: بستنی سنتی زعفرانی) (بالإنجليزية: Bastani)‏، هي مثلجات إيرانية تقليدية تُصنع من الحليب والبيض والسكر والزعفران وماء الورد والفستق والفانيليا. يضاف السحلب أحياناً.

## التاريخ
كانت الناس في عصر الإمبراطورية الفارسية تضع العصير على الثلوج وكان يسمى فاكهة الثلج (شربات).